# József Plútó Horváth
József „Plútó“ Horváth (* 6. August 1980 in Hatvan) ist ein ungarischer Bassist und Komponist. Er spielt E-Bass wie auch Kontrabass.

## Leben
Horváth stammt aus einer traditionellen Musikerfamilie. Im Alter von zehn Jahren begann er, Kontrabass zu spielen und bekam Unterricht an einer Musikschule und dann aufgrund besonderer Begabung mit vorzeitiger Zulassung am Szent-István-Konservatorium. 1995 hat er sich bei OSZK (Országos Szórakoztató Zenei Központ) für Kontrabass eingeschrieben und wurde von János Egri unterrichtet. Nach zwei Jahren intensiven Studiums begann er als Autodidakt auch E-Bass zu spielen. Er bekam eine Einladung, mit der Gruppe des Pianisten Jenő „Csibe“ Balogh zu spielen, danach mit dem Pianisten Béla Szakcsi Lakatos. Später gründete er mit jungen Freunden die Band Trio Heaven und es kam zur Zusammenarbeit mit Árpád „Tzumo“ Oláh mit erfolgreichen Auftritten im Ausland. 2003 gewann er den vom ungarischen Rundfunk organisierten Péter-Dandó-Bassgitarren-Wettbewerb. Mit seiner Gruppe Plútó Band führte er eigene Kompositionen im Stil des Jazz-Rock auf. Weiterhin schreibt er auch Texte, die er vertont, wie das Stück Fohász, das er mit Jázmin Bakondi (Stimme) und Évi Lázár (Violoncello) eingespielt hat.
Im Laufe der Zeit spielte Horváth mit namhaften Musikern wie Gyula Babos, Tamás Berki, Liane Carroll, Gyula Csepregi, Chico Freeman, Vilmos Jávori, Imre Kőszegi, Tony Lakatos, Ann Malcolm, Ferenc Németh, Kálmán Oláh, John Patitucci,  Kati Rácz und Ferenc Snétberger zusammen.